# Mahan Esfahani
Mahan Esfahani (* 1984, Teherán) je íránsko-americký cembalista, žák Zuzany Růžičkové a český státní občan.

## Život
Narodil se v Teheránu v roce 1984, kde se pod vedením svého otce začal učit hrát na klavír. Jako teenager vyměnil klavír za hru na cembalo. Vystudoval muzikologii a historii na Stanfordově univerzitě v Kalifornii, USA. Hru na cembalo studoval u Petera Watchorna na Morrissey College of Arts and Sciences, Boston College, Massachusetts, a později v Praze u české cembalistky Zuzany Růžičkové. V letech 2008 až 2010 se stal nositelem ocenění Umělec nové generace (New Generation Artists), udělovaném stanicí BBC Radio 3 a v roce 2014 se dostal do užšího výběru soutěže o nejlepšího instrumentalistu roku, vyhlašovanou britskou Královskou filharmonickou společností a rovněž soutěže o cenu Umělec roku 2014, vyhlašovanou hudebním časopisem Gramophone. V obou soutěžích nakonec slavil prvenství v hudebním oboru cembalo.
Od svého londýnského debutu v roce 2009 pracuje neúnavně na tom, aby učinil cembalo jedním z předních koncertních nástrojů hudby nejen klasické, ale i současné. V této netradiční misi dále pokračoval vůbec prvním cembalovým recitálem v historii hudebního festivalu BBC Proms v roce 2011 a následně v rámci recitálů v curyšské Tonhalle, Kolínské filharmonii, Wigmore Hall, londýnském Barbican Centre, Wiener Konzerthaus, Konzerthaus Berlin, newyorském muzeu Frick Collection, tokijské Sumida Symphony Hall, Denki Bunka Kaikan v Nagoje, Aldeburgh Festival, Bristol Proms v Old Vic, Laeiszhalle v Hamburku, Petronas Hall v Kuala Lumpuru, Kilkenny Arts Festival v Irsku, Kongresové knihovně ve Washingtonu, Sheldonian Theatre v Oxfordu a Bachově festivalu v Lipsku. V roce 2015 odstartoval svou kariéru v Severní Americe, kde vystoupil jako sólista s Chicago Symphony Orchestra. V roce 2015 a 2016 absolvoval mimo jiné turné po Číně s Britten Sinfonia a objevil se také na koncertech a recitálech ve Španělsku, Polsku, Austrálii, Estonsku, Norsku, Turecku, Spojených státech a Německu a slavil i trojnásobný návrat do londýnské Wigmore Hall.
V roce 2015 dostal ocenění hudebního magazínu BBC „Objev roku“ a byl nominován hned ve třech kategoriích prestižních cen Gramophone Awards, známých jako „Oscar klasické hudby,“ pro nejlepšího barokního instrumentalistu, nejlepšího instrumentalistu a znovu pro umělce roku. Ve stejném roce začal působit jako profesor na Guildhall School of Music & Drama v Londýně.
Po dvou úspěšných albech pro Hyperion Records – Württengberských sonátách Carla Phillippa Emanuela Bacha, za které získal ocenění Gramophone Award a Diapason d’Or a kompletních klávesových dílech Jeana-Philippe Rameau, vyhlášených na seznamu nejlepších nahrávek roku 2014 dle kritiků listu The New York Times podepsal Mahan Esfahani exkluzivní smlouvu s firmou Deutsche Grammophon. Své debutové album u této společnosti s názvem Time Present and Time Past, obsahující hudební nahrávky takových mistrů jako Johann Sebastian Bach a Alessandro Scarlatti, ale i představitelů současné tvorby jako Henryk Górecki a Steve Reich, vydal na jaře roku 2015 a toto album bylo oceněno cenou Choc de Classica ve Francii. Jeho diskografie zahrnuje rovněž nahrávky skladeb Williama Byrda a György Ligetiho pro Wigmore Live, které mu získaly další nominaci na Gramophone Awards. Po svém residenčním působení v oxfordském New College nyní pokračuje jako profesor cembala na londýnské Guildhall School of Music and Drama. Kvůli studiu u prof. Růžičkové se přestěhoval do Prahy, kde má dodnes základnu pro své koncertní cesty.
V listopadu 2018 vydal CD s hudbou anglických virginalistů The Passinge mesures, které vyšlo začátkem listopadu 2018 u firmy Hyperion.

## Diskografie

### Sólová alba
- 2014 Mahan Esfahani: Byrd, Bach, Ligeti, Wigmore Hall Live[7]
- 2014 C. P. E. Bach: Wurttemberg Sonatas, Wq49 H30‑34, 36, Hyperion[2]
- 2014 Rameau: Pièces de clavecin, Hyperion[10]
- 2015 Time Present and Time Past, díla autorů Johann Sebastian Bach, Carl Philipp Emanuel Bach, Francesco Geminiani, Henryk Górecki, Steve Reich, Alessandro Scarlatti, Deutsche Grammophon - ARCHIV Produktion[11]
- 2016 Bach: Goldberg Variations, Deutsche Grammophon[12]
- 2018 The Passinge mesures: Music of the English virginalists, autoři skladeb: Thomas Tomkins, John Dowland, Orlando Gibbons, Giles Farnaby, William Byrd, Richard Farnaby, John Bull, William Inglott a anonymní skladatelé, Hyperion[9]
- 2019 Bach: The Toccatas, Hyperion
- 2020 Musique?, Hyperion
- 2021 Bach: The Six Partitas, Hyperion
- 2022 Bach: Italian Concerto & French Overture, Hyperion
- 2023 Martinů, Krása & Kalabis: Harpsichord Concertos, autoři skladeb: Bohuslav Martinů, Hans Krása, Viktor Kalabis, Hyperion
- 2023 Bach: Notebooks for Anna Magdalena, Hyperion

### Spoluúčast na nahrávkách
- 2006 Sacred And Secular Music From Renaissance Germany, Naxos - s Ciaramella Ensemble[13]
- 2009 Bull: Complete Keyboard Music, Vol. 1, Musica Omnia - Peter Watchorn a Mahan Esfahani
- 2014 Arcangelo Corelli. La Follia, Six Sonatas opus 5, OUR Recordings - s Michalou Petri[14]
- 2015 UKDK: Contemporary Recorder, OUR Recordings - s Michalou Petri[15]
- 2019 Bach: 6 Flute Sonatas, OUR Recordings - s Michalou Petri a Hille Perl

## Ocenění
- 2008 BBC, Umělec nové generace[1]
- 2010 BBC, Umělec nové generace[1]
- 2014 cena Umělec roku v kategorii za nahrávku C. P. E. Bach: Wurttemberg Sonatas, Wq49 H30‑34, 36,[2]
- 2014 ocenění Diapason d’Or za nahrávku C. P. E. Bach: Wurttemberg Sonatas, Wq49 H30‑34, 36[5]
- 2014 ocenění nejlepší nahrávka deníku New York Times za nahrávku Rameau: Pièces de clavecin,[16]
- červenec 2015 ocenění Choc de Classica za album Time Present and Time Past[17]

## Vystoupení v České republice
- 2018 Dne 18. listopadu 2018 vystoupil na koncertu Contempuls Night, který se konal v Centru současného umění DOX v Praze. Program: Graham Lynch: Admiring Yōrō Waterfall, Luciano Berio: Rounds, Anahita Abbasi: Intertwined Distances, Miroslav Srnka: Triggering, světová premiéra, objednávka festivalu Contempuls, Kaija Saariaho: Jardin Secret II[18]
- 2018 vystoupil na 4. benefičním koncertu Institutu Bohuslava Martinů, který se konal dne 19. listopadu 2018 v Kaiserštejnském paláci v Praze. Na programu byly skladby: Bohuslav Martinů: Sonáta pro cemballo (H 368), Johann Sebastian Bach: Partita č. 2 c moll (BWV 826) a Viktor Kalabis: Akvarely pro cembalo (op. 53). Cílem benefičního koncertu je propagace a podpora Souborného vydání díla Bohuslava Martinů.[19][20]

- V roce 2020 vystoupil v rámci náhradního programu festivalu Pražské jaro, když řádný program byl kvůli pandemii covidu-19 zrušen. Dne 29. května zahrál spolu s orchestrem PKF – Prague Philharmonia pod taktovkou Jiřího Rožně Koncert pro cembalo a orchestr č. 6 f moll Johanna Christiana Bacha („Berlínský koncert“ W.C73) a Koncert pro cembalo a smyčce Michaela Nymana. Konceert byl přímo přenášen Českým rozhlasem i Českou televizí.[21]
- 13. duben 2022, koncert Českého spolku pro komorní hudbu, Koncert řady II, Rudolfinum, Praha. Program: Claude Debussy (rekonstrukce Kenneth Cooper): Sonáta č. 4 pro hoboj, lesní roh a cembalo ze Šesti sonát pro různé nástroje; Kaija Saariaho: Zrcadla; Elliott Carter: Sonáta pro flétnu, hoboj, violoncello a cembalo; Jörg Widmann: Air pro lesní roh sólo; Thomas Adès: Sonata da Caccia, op. 11. Hrají: Adam Walker - flétna, Nicholas Daniel - hoboj, Ben Goldscheider - lesní roh, Isang Enders - violoncello, Mahan Esfahani - cembalo[22]